# Cyphostemma mandrakense
Cyphostemma mandrakense är en vinväxtart som beskrevs av Desc.. Cyphostemma mandrakense ingår i släktet Cyphostemma och familjen vinväxter. Inga underarter finns listade i Catalogue of Life.